# 董家沟街道
董家沟街道，是中华人民共和国辽宁省大連市金州区下辖的一个乡镇级行政单位。

## 行政区划
董家沟街道下辖以下地区：
福泉社区、卧龙社区、董家沟村、杨树村、英歌石村、鹿圈村、大树村、山口村和煤窑村。